# Guldpixeln 2002
Guldpixeln 2002 hölls den 11 december 2002 på Stockholmsbaren Olssons skor. Detta var det första året som tidningen Super Plays pris Guldpixeln delades ut.

## Vinnare och nominerade

### Årets spel
1. Halo: Combat Evolved
2. Metal Gear Solid 2: Sons of Liberty
3. Grand Theft Auto: Vice City
4. Super Mario Sunshine

### Årets actionspel
1. Halo: Combat Evolved
2. Grand Theft Auto: Vice City
3. Unreal Tournament 2003
4. Timesplitters 2
5. Splinter Cell

### Årets äventyrsspel
1. Metal Gear Solid 2: Sons of Liberty
2. ICO
3. Metroid Fusion
4. Eternal Darkness
5. Castlevania: Harmony of Dissonance

### Årets rollspel
1. Final Fantasy X
2. Neverwinter Nights
3. Golden Sun
4. Elder Scrolls III: Morrowind
5. Kingdom Hearts

### Årets strategispel
1. Medieval: Total War
2. Age of Mythology
3. Pikmin
4. Rollercoaster Tycoon II
5. Advance wars

### Årets plattformsspel
1. Super Mario Sunshine
2. Ratchet & Clank
3. Sonic Advance
4. Klonoa: Empire of Dreams
5. Pac-Man World 2

### Årets sportspel
1. FIFA 2003
2. Pro Evolution Soccer 2
3. Tony Hawk's Pro Skater 4
4. Amped
5. NHL 2003

### Årets racingspel
1. Colin McRae Rally 3
2. Stuntman
3. Grand Prix 3
4. Burnout 2
5. V-Rally 3

### Årets beat 'em up-spel
1. Dead or Alive 3
2. Virtua Fighter 4
3. Marvel vs Capcom 2
4. Super Smash Bros Melee
5. Street Fighter Alpha 3

### Årets pusselspel
1. Super Monkey Ball
2. Mr Driller 2
3. Puyo Pop
4. Zoocube
5. Colums Crown

### Årets musikspel
1. Gitaroo Man
2. Freqency
3. Rez
4. Parappa the Rapper 2
5. Mad Maestro

### Årets onlinespel
1. Battlefield 1942
2. Phantasy Star Online Version 2
3. Unreal Tournament 2003
4. Dark Age of Camelot
5. Earth & Beyond

Följande utdelning: 2003